# جو رودي
جو رودي (بالإنجليزية: Joe Rudi) هو لاعب كرة قاعدة أمريكي، ولد في 7 سبتمبر 1946 في موديستو في الولايات المتحدة.

## وصلات خارجية
- جو رودي على موقع دوري كرة القاعدة الرئيسي (الإنجليزية)
- جو رودي على موقعبيزبول رفرنس.كوم (الدوري الرئيسي) (الإنجليزية)
- جو رودي على موقعبيزبول رفرنس.كوم (الدوري الثانوي) (الإنجليزية)
- جو رودي على موقع إي إس بي إن.كوم (أم.أل.بي) (الإنجليزية)
- جو رودي على موقع مشجعي الرسوم البيانية (الإنجليزية)